# Monte Vista
Monte Vista – miasto w Stanach Zjednoczonych, w stanie Kolorado, w hrabstwie Rio Grande.